# Бамблбі (фільм)
«Бамблбі» (англ. Bumblebee) — фантастичний бойовик 2018 року режисера Тревіса Найта. Перший ігровий фільм про трансформерів, режисером якого не є Майкл Бей, та відгалуження від основної серії фільмів. Поєднує елементи кінокартин Бея та оригінального мультсеріалу «Трансформери. Генерація 1».
Сюжет стрічки побудований навколо робота трансформера Бамблбі, що повинен виконати на Землі важливе завдання, від успіху якого залежить доля його рідної планети. Дівчина Чарлі знаходить Бамблбі пораненого й без пам'яті. Вони вчаться розуміти одне одного та усвідомити кими вони є. В Україні фільм вийшов у прокат 20 грудня 2018 року з низкою допрем'єрних показів з 15 грудня.

## Сюжет
На планеті Кібертрон триває війна між роботами трансформерами: Десептиконами та Автоботами — повстанцями проти їхнього гніту. Автоботи, очолювані Оптимусом Праймом, перебувають на межі поразки. Оптимус дає бійцеві B-127 завдання вирушити на Землю, де заснувати базу, після чого лишається прикрити відступ Автоботів.
У 1987 році B-127 падає на Землі в США на території проведення військових навчань підрозділом Сектор 7. Лейтенант Сектора 7 Джек Бернс зі своїми бійцями переслідують трансформера та заганяють його в глухий кут. В цей час його наздоганяє Десептикон Бліцвінг, замаскований під літак. Розстрілявши військових, він вимагає від B-127 видати розташування Оптимуса. Автоботу вдається знищити Бліцвінга, але той вириває йому голосовий модуль і скидає його в урвище. B-127 зазнає серйозних пошкоджень, втративши пам'ять. Перед вимкненням він сканує оточення і маскується під автомобіль Volkswagen Beetle.
Дівчина Чарлі Вотсон, пригнічена смертю свого батька і тим, що її мати Саллі вийшла заміж вдруге, має мрію поремонтувати батькове авто. На звалищі біля автомайстерні вона шукає запчастини та виявляє Volkswagen Beetle. Невдовзі їй виповнюється 18 років і власник майстерні Генк дарує їй це авто, вважаючи його мотлохом. Випадково вона активує маячок B-127, сигнал якого під час допиту Кліффджампера вловлюють Шаттер і Дропкік. Прибувши на Землю, ці Десептикони з презирством ставляться до людей та вирушають на пошуки джерела сигналу. Чарлі, взявшись лагодити авто, вмикає B-127. За те, що він видає гудіння, дівчина називає його Бамблбі (Джмелик). Вони дружаться, але Чарлі наказує роботу не видавати себе. Тим часом Бернс дізнається про прибуття Десептиконів і з ученим Пауелом іде з ними на контакт. Шаттер і Дропкік вигадують начебто Бамблбі — злочинець, якого вони мусять спіймати, та вимагають для цього надати їм доступ до американських супутників. Командування дає дозвіл, але наказує Бернсу знищити Десептиконів, щойно вони виконають свою справу.
Чарлі встановлює в Бамблбі радіо і той вчиться спілкуватися з нею, вибираючи фрази з радіопередач. Оглядаючи рану Бамблбі, дівчина вмикає голографічне повідомлення від Оптимуса з наказом захищати Землю, поки він не прибуде з іншими Автоботами. Робота виявляє хлопець Мемо, закоханий в Чарлі. Разом вони опиняються на березі, де зібралися їхні однокласники. Хвалькуватий Тріп кидає Чарлі виклик — стрибнути зі стрімчака в море. Дівчина вагається і тікає, через що з неї глузують однокласниці на чолі з Тіною. Вона вирішує помститись та з Мемо і Бамблбі вночі приходить до будинку Тіни закидати його туалетним папером і яйцями. Бамблбі захоплюється цим і нищить авто Тіни, тож всі троє змушені тікати. Після втечі від поліції Чарлі лишає Бамблбі вдома. Робот ненавмисне розгромлює вітальню і підключається до електромережі. Стрибок напруги виявляють Десептикони та вирушають туди.
Сектор 7 з Шаттер і Дропкіком схоплюють Бамблбі, а Чарлі та Мемо повертають додому. Пауел в захваті від можливостей трансформерів, але під час допиту Десептиконами Бамблбі, він чує їхній план знищити Автоботів, випаливши Землю. Щоб повідомити іншим Десептиконам своє розташуванням, вони збираються захопити найбільшу радіовишку в окрузі. Десептикони вбивають вченого, але Пауел встигає розповісти про їх задум командуванню. Чарлі тікає з дому, заручившись допомогою зведеного брата Отіса. З Мемо їй вдається розшукати базу Сектора 7, але Десептикони, не отримавши від Бамблбі таємниці, добивають його. Чарлі реанімує робота струмом, Бамблбі відновлює пам'ять і, як воїн, розстрілює техніку Сектора 7. Чарлі отямлює його, після чого вирушає до радіовишки завадити Десептиконам. Мемо лишається затримати Сектор 7, хоча йому нічого не вдається.
Саллі з чоловіком і Отісом женуться за Чарлі повернути її, чим мимоволі допомагають їй відірватися від переслідування Бернсом. Біля корабельної верфі Шаттер і Дропкік перетворюють радіовишку на передатчик, націлений в космос. Бамблбі вдається обплутати Дропкіка ланцюгом і розірвати ворога. Тим часом Чарлі пробирається до вишки і перериває передачу сигналу. Шаттер намагається вбити її, Бамблбі стає на захист дівчини та скидає Шаттер у порожній док. Програвши двобій, він затоплює док і їх обох таранить судно. Чарлі стрибає в воду, отямлює Бамблбі та вибирається з ним на сушу. Бернс, переконавшись у добрих намірах та героїзмі Бамблбі й Чарлі, радить їм тікати, поки їх не побачили війська.
Чарлі прощається з Бамблбі та дякує йому за те, що допоміг їй знову почуватися самою собою. Автобот вирушає продовжувати свою місію, тепер замаскувавшись під Chevrolet Camaro. За якийсь час Чарлі вдається поремонтувати батькове авто, родина починає цінувати її, а стосунки з Мемо міцнішають. Бамблбі знаходить Оптимуса Прайма, котрий дякує за зусилля. Тепер на Землю прибувають інші трансформери.

## У ролях
| Актор                       | Роль          |
| --------------------------- | ------------- |
| Гейлі Стайнфельд            | Чарлі Вотсон  |
| Джон Сіна                   | Бернс         |
| Джон Ортіс                  | Пауел         |
| Памела Едлон                | Міс Вотсон    |
| Джейсон Дракер              | Отіс Вотсон   |
| Рорі Маркем                 | Адамс         |
| Джордж Лендеборг (молодший) | Мемо          |
| Анджела Бассетт             | Шаттер        |
| Джастін Теру                | Дропкік       |
| Пітер Каллен                | Оптімус Прайм |
| Рейчел Кроу                 | Сікерс        |
| Грейсі Дзинні               | Тіна          |
| Рікардо Хойос               | Тріпп Симмерс |

## Створення фільму

### Виробництво
На початку 2016 року було оголошено про зйомки шостої стрічки з серії фільмів «Трансформери». Сюжет цієї частини буде будуватися навколо авторобота Бамблбі. Основні зйомки розпочались 31 липня 2017 у Лос-Анджелесі та Сан-Франциско.

### Знімальна група
- Кінорежисер — Тревіс Найт
- Сценарист — Крістіна Годсон
- Кінопродюсери — Майкл Бей, Том ДеСанто, Лоренцо ді Бонавентура, Дон Мерфі, Марк Варадіян
- Композитор — Енріке Чедьяк
- Кінооператор — Даріо Маріанеллі
- Кіномонтаж — Пол Рубелл
- Художник-постановник — Шон Хеверт
- Артдиректор — Густаф Аспегрен, Річард Блум, А. Тодд Голланд, Себастіан Шроедер
- Художник-декоратор — Енн Кулжиян
- Художник-костюмер — Даяна Пінк
- Підбір акторів — Деніс Чем'ян, Рут Ламберт, Роберт Мак-Гі[10]

## Сприйняття
Фільм отримав схвальні відгуки. На сайті Rotten Tomatoes оцінка стрічки становить 93 % на основі 198 відгуків від критиків (середня оцінка 7,0/10) і 79 % від глядачів із середньою оцінкою 3,9/5 (4 583 голоси). Фільму зарахований «свіжий помідор» від кінокритиків та «попкорн» від глядачів, Internet Movie Database — 7,3/10 (23 593 голоси), Metacritic — 67/100 (38 відгуків критиків) і 7,5/10 (163 відгуки від глядачів).